# خرچنگ شامپاین استرالیایی
خرچنگ شامپاین استرالیایی (نام علمی: Hypothalassia acerba) نام یک گونه از سرده خرچنگ‌های شامپاین است.